# 극장판 야채극장 베지테일
《극장판 야채극장 베지테일》(영어: Jonah: A VeggieTales Movie)은 2002년 공개된 미국의 애니메이션 영화이다.